# 吳濟龍
吳濟龍（오제룡，1924年1月19日—1972年4月22日），北韓政治家，曾任職朝鮮勞動黨中央委員會副部長、最高人民會議代議員和黨中央組織指導部副部長。

## 生平
吳濟龍出生於平安南道，在日治時期間，他在平安北道的一家煤礦場當勞工。1945年，日本投降，二戰結束，吳濟龍加入朝鮮勞動黨和北韓政府。初年，他被任命為平安北道黨委員會的組織指導部指導員，隨後晉升為副部長。1949年，又獲委任為新義州的黨委員會委員長。其後，他入主中央組織指導部，並從指導員升為副部長。另外，他還在這段期間出任為江原道的黨委員會責任書記。
1961年，吳濟龍入選黨中央委員會的委員名單。翌年，又成為朔州郡的黨委責任書記，並在最高人民會議選舉中當選為代議員。1971年，被提拔為黨中央委員會的副部長。1972年4月22日，吳濟龍離世，死因未明，後被安葬在革命烈士陵。

## 資料來源
1. 1 2 3 4 5 6  .   [2014-03-07]. （原始内容存档于2015-09-23）.